# 84 (tal)
84 (åttiofyra) är det naturliga talet som följer 83 och som följs av 85.
- Hexadecimala talsystemet: 54
- Binärt: 1010100
- Delbarhet: 1, 2, 3, 4, 6, 7, 12, 14, 21, 28, 42, 84
- har primfaktoriseringen 22, 3 och 7
- Summan av delarna: 224

## Inom matematiken
- 84 är ett jämnt tal.
- 84 är ett ymnigt tal
- 84 är ett mycket ymnigt tal
- 84 är ett tetraedertal
- 84 är ett dodekaedertal
- 84 är ett Praktiskt tal.
- 84 är ett palindromtal i det vigesimala talsystemet.

## Inom vetenskapen
- Polonium, atomnummer 84
- 84 Klio, en asteroid
- M84, linsformad galax i Jungfrun, Messiers katalog